# Roxana Briban
Roxana Janina Briban (n. 28 octombrie 1971, București – d. 20 noiembrie 2010, București) a fost o soprană română, solistă a Operei Naționale București (2000-2009) și colaboratoare a Operei de Stat din Viena (2003-2010).

## Biografie
Roxana Briban se dedică vieții muzicale încă de la vârsta de 6 ani, prin studiul viorii și cel al cântului, devenind în scurt timp solistă a Corului de Copii al Radiodifuziunii Române, cu care susține peste 300 de concerte în țară și în străinătate. Absolvă Universitatea de Muzică din București la clasa prof. univ. Maria Slătinaru-Nistor în anul 2000. Imediat după absolvire, debutează ca solistă a Operei Naționale din București, cu rolul Contesei din opera Nunta lui Figaro de W.A.Mozart.
Începutul carierei internaționale este marcat de debutul la Wiener Staatsoper, în anul 2003, cu rolul Micaela, din opera Carmen de Georges Bizet. De atunci, soprana româncă devine invitat permanent al scenei vieneze, încheind contracte până în stagiunea 2009-2010, cu rolurile Donna Elvira (Don Giovanni), Mimi (Boema), Cio-Cio San (Madama Butterfly), Amelia Grimaldi (Simone Boccanegra), Contesa (Nunta lui Figaro) și Tatiana ([[Evgheni Oneghin (operă)|Evgheni Oneghin). Rămâne fidelă scenei bucureștene în timp ce este invitată în teatre precum Volksoper Wien, Deutsche Oper Berlin, Theatre Capitole du Toulouse, Teatro Municipal Santiago de Chile și Het Muziektheater din Amsterdam, la Zurich, la Roma, Dresda, Madrid, Atena, Bangkok, Singapore sau Seul și unde are prilejul de a fi alături de dirijori renumiți precum Marco Armiliato, Adam Fischer, Rafael Fruhbeck de Burgos, Michail Jurowski , Zubin Mehta, Seiji Ozawa, Marc Piollet, Peter Schneider, Vjekoslav Sutej, regizori ca Michael Hampe, Robert Wilson și artiști celebri precum Agnes Baltsa, Giuseppe Filianoti, Ferruccio Furlanetto, Franz Grundheber, Ildiko Raimondi, Michael Schade, Stephania Toczyska.
Timbrul vocal lirico-spinto îi permite sopranei Roxana Briban abordarea unei palete variate de roluri, de la Leila (Pescuitorii de perle), Micaela (Carmen), Nedda (Paiațe) la Marguerite, Elena (Mefistofele) sau roluri mozartiene precum Contesa (Nunta lui Figaro), Donna Elvira, Donna Anna (Don Giovanni), cât și roluri verdiene ca Violetta Valery (Traviata), Alice Ford (Falstaff), Amelia Grimaldi (Simon Boccanegra), Aida din opera cu acelasi nume, Leonora (Trubadurul), Elisabetta de Valois (Don Carlo), din repertoriul puccinian interpretând rolurile Mimi (Boema) și Cio-Cio San (Madama Butterfly). În repertoriul său se regăsesc lucrări vocal-simfonice, de la Bach, Haendel, Beethoven, Brahms, Felix Mendelssohn Bartholdy, Verdi, Mahler, pâna la Dmitri Șostakovici și Paul Hindemith.

## Ultimii ani
După turneul asiatic, cu opera Nunta lui Figaro de W.A.Mozart, în rolul Contesei, colaborarea cu Wiener Staatsoper a continuat în stagiunea 2007-2008 cu alte două turnee, în Europa (Luxemburg) cu opera Don Giovanni, în rolul Donna Elvira.
În octombrie 2009, soprana Roxana Briban cântă pentru ultima oară la Opera de Stat din Viena, interpretând rolul Contesei Almaviva din opera Nunta lui Figaro. Ultima apariție în fața publicului are loc la Varșovia, în Polonia, pe data de 1 decembrie 2009, cu ocazia Zilei Naționale a României. Concertul de arii și duete, alături de tenorul Piotr Rafalko, este susținut în fața oficialităților române și poloneze, în sala de concerte a Palatului Regal.
Pe data de 20 noiembrie 2010, soprana Roxana Briban încetează din viață, la vârsta de 39 ani. După aproape un an de inactivitate profesională, motivată de întreruperea angajamentului fix pe care îl avusese cu Opera Națională București, încă din anul 2000, pe fondul cererilor de reziliere a contractelor internaționale primite în decurs de un an, artista decide să-și pună capăt zilelor.

## Premii
A fost laureată a concursurilor de canto:
- “Magda Ianculescu”
- “Jeunnesse Musicales”
- “George Enescu”
- “Hariclea Darclee”

A obținut premiile:
- “Ludovic Spiess” (din partea Forumului Muzical Român)
- “Vocea de aur” (oferit de Societatea Radiodifuziunii Române).